# Štírový potok
Štírový potok je pravostranný přítok řeky Doubravy protékající okresy Žďár nad Sázavou a Havlíčkův Brod v Kraji Vysočina. Délka jeho toku činí 2,9 km. Bývá označován jako třetí pramenný tok Doubravy.

## Průběh toku
Potok vytéká z Malého Dářka, které se nachází jižně od Vojnova Městce v nadmořské výšce 619 m. Rybník je zásoben vodami z okolních rašelinišť. Od hráze Malého Dářka až k silnici spojující Krucemburk s Hlubokou teče potok západním až severozápadním směrem. V této části protéká přírodní rezervací Štíří důl. Pod silnicí se Štírový potok stáčí k jihozápadu a po několika stech metrech se vlévá zprava do řeky Doubravy na jejím 82,2 říčním kilometru v nadmořské výšce okolo 555 m. Ústí se nachází nad místem, kde vody Doubravy vzdouvá rybník Řeka ve stejnojmenné přírodní rezervaci.

### Větší přítoky
Potok nemá žádné větší přítoky.